# Gloria Ríos (cantante estadounidense)
Gloria Ramírez Gómez (San Antonio, Texas, 17 de diciembre de 1928-San Antonio, Texas, 2 de marzo de 2002), conocida como Gloria Ríos, fue una cantante, actriz y bailarina estadounidense. Desarrolló su carrera en México, y en 1956 se convirtió en la primera mujer en grabar un tema de rock and roll en territorio mexicano.Fue reconocida por ser una de las parejas sentimentales y románticas del actor cómico mexicano, Adalberto Martínez «Resortes», con quien protagonizó la película, Barrio Bajo (1950).

## Carrera
Ríos tuvo una infancia complicada; trabajó prematuramente en labores como la pizca de algodón. A los 16 años emigró a México, donde trabajó en centros nocturnos y se relacionó con personas del mundo artístico. Se hizo pareja del cómico y bailarín mexicano Adalberto Martínez «Resortes», con quien se casó en 1948. Luego de realizar juntos 16 películas y aparecer en decenas de espectáculos, se separaron en 1952 por el éxito creciente de Ríos en comparación con la carrera artística de Resortes.
Formada en la interpretación musical de ritmos como el jazz, decidió incorporar el rock and roll en su espectáculo musical. Además de su estilo de interpretar este género, creó una forma singular de bailarlo, hecho que no sólo era copiado por otras agrupaciones pioneras del rock and roll en México que los incorporaban en sus interpretaciones, sino que enseñó a otras artistas como Silvia Pinal, Kitty de Hoyos y María Elena Velasco «La India María».
Gloria Ríos se casó en 1953 con el músico Leo Acosta y dos años después se casa con Mario Patrón, con quien conformó el grupo Las Estrellas del Ritmo. Este grupo lanzó en 1956 el que es considerado por algunos escritores como el primer tema de género rock and roll grabado en México y que sería un éxito, «El relojito», una versión en español de «Rock Around the Clock» de Bill Haley & His Comets. La agrupación, pionera en conformar un combo de músicos dedicados a la interpretación específica de rock and roll, realizaría giras por Estados Unidos y países de Europa. El grupo fue formado por músicos que a la postre destacarían en el jazz en México, como Chilo Morán. Se retiró en 1971.

### Muerte
Falleció el 2 de marzo de 2002, a los 74 años de edad, en San Antonio, Texas.

## Filmografía
- Voces de primavera (1947)... Joaquinita
- El gallo giro (1948)... Chabelita
- Barrio bajo (1950)... Mercedes
- Una mujer decente (1950)... Catalina
- Buenas noches, mi amor (1951)... Violeta
- El marido de mi novia (1951)... Alicia
- Puerto tentación (1951)... Carmen
- Juventud desenfrenada (1956)
- La locura del rock and roll (1957)... Gloria
- Los chiflados del rock and roll (1957)
- Concurso de belleza (1958)
- Muertos de miedo (1958)... bailarina
- Cuentan de una mujer (1959)
- La rebelión de los adolescentes (1959)
- Melodías inolvidables (1959)... bailarina